# 慕容遵
慕容遵（？—？），又作慕容逮，昌黎棘城（今辽宁省锦州市义县西北）人，追尊燕文明帝慕容皝之子，前燕宗室、官员。

## 生平
咸康三年（337年）六月，段辽派遣堂弟扬威将军段屈云率精锐骑兵乘夜偷袭在兴国城的慕容遵，被慕容遵击败。354年，前燕皇帝慕容儁封弟弟慕容桓为宜都王，慕容遵为临贺王，慕容徽为河间王，慕容龙为历阳王，慕容纳为北海王，慕容秀为兰陵王，慕容岳为安丰王，慕容德为梁公，慕容默为始安公，慕容偻为南康公。